# Platon de Sakkoudion
 (janvier 2013).
Si vous disposez d'ouvrages ou d'articles de référence ou si vous connaissez des sites web de qualité traitant du thème abordé ici, merci de compléter l'article en donnant les références utiles à sa vérifiabilité et en les liant à la section « Notes et références ».
Platon de Sakkoudion est un moine byzantin né en 735 et mort le 4 avril 814, âgé de soixante-dix-neuf ans. C'est l'oncle maternel, et le père spirituel, de Théodore Studite. Saint pour les Églises orthodoxe et catholique, il est fêté le 4 avril.
Il n'a laissé aucun écrit, et la principale source à son sujet est l'oraison funèbre (ἐπιτάφιος λόγος) prononcée à sa mort par Théodore Studite (imprimée en PG, vol. 99,, col. 803-850), et les lettres qu'il lui adressa précédemment. Il faut ajouter, pour certains détails, la Vie de Théodore lui-même, due à un moine nommé Michel (PG, vol. 99, col. 233-328). Dans la Chronographie de Théophane le Confesseur, il est question de lui p. 470-71 (« adultère » de Constantin VI) et p. 481 (élection du patriarche Nicéphore) dans l'édition De Boor.

## Biographie
Il était issu d'une illustre et riche famille de hauts fonctionnaires de Constantinople. Ses parents s'appelaient Serge et Euphémie. Selon l'oraison funèbre, il avait deux sœurs, dont l'une, Théoctistè, fut la mère de Théodore Studite. Ses parents disparurent pendant une grande peste qui est certainement celle qui frappa Constantinople en 747, dépeuplant presque entièrement la capitale et provoquant le transfert momentané de la cour impériale à Nicomédie. Il fut recueilli par un homme de sa parenté qui exerçait d'importantes responsabilités dans la gestion des finances publiques (τὰ βασιλικὰ χρήματα) et qui lui fit donner une formation de secrétaire impérial (νοτάριος). Très diligent et très capable, au bout de quelques années il remplit la réalité des fonctions de son tuteur, qui n'en conservait que le titre. Il parvint à accroître la fortune de sa famille, qui était déjà grande. Il fréquentait alors les plus hauts responsables de l'État et était connu de l'empereur Constantin V lui-même. Il faut noter que son beau-frère Photeinos (époux de Théoctistè et père de Théodore Studite), était également, selon la Vita Theodori, un haut fonctionnaire proche de la personne de l'empereur.
En 759, âgé de vingt-quatre ans, il décida de se retirer du monde et de prendre l'habit monastique. Il vendit ses biens, y compris la maison de son père, et en distribua le produit aux pauvres, émancipa ses esclaves, et fit avec un seul serviteur le trajet jusqu'au mont Olympe de Bithynie, près duquel il se fit tondre la tête par son compagnon, revêtit une robe de bure, renvoya l'esclave en larmes vers la ville, et se présenta au monastère des Symboles, alors dirigé par l'abbé Théoctiste. Le responsable des novices (παιδοτρίβης), apprenant de quel milieu il était issu, lui déconseilla de rester, mais il réaffirma sa résolution d'affronter toutes les épreuves de cette vie.
Dans les années suivantes, il se signala par sa parfaite obéissance, son zèle à participer à toutes les tâches, même les plus basses, son absence totale d'arrogance vis-à-vis de ses compagnons d'origine plus humble. Les deux éléments cardinaux de sa règle de vie, selon Théodore, étaient : la confession à son directeur, et l'obéissance totale. Remarquable par ses vertus monastiques, il devint bientôt un proche de l'abbé Théoctiste, qui le mit longtemps à l'épreuve, le réprimandant devant des tiers de manière humiliante, sans que jamais son zèle diminuât. Il poussait le goût de l'ascèse jusqu'à réclamer lui-même à l'abbé de se faire fustiger. Quand Théoctiste mourut, vers 770, Platon prit tout naturellement sa place à la tête de la communauté. Il faut remarquer que pendant cette période de répression de certains milieux monastiques, dans la dernière décennie du règne de Constantin V, le monastère des Symboles paraît n'avoir été frappé par aucune mesure particulière : Théodore affirme qu'il vécut ignoré du gouvernement et des habitants de la capitale, ne participant en rien à l'« impiété » régnant alors (l'iconoclasme), à tel point que quand Platon réapparut ensuite à Constantinople, sa propre famille croyait qu'il était mort.
Après la mort de Constantin V (survenue le 14 septembre 775), Platon réapparut dans la capitale « amené par quelque nécessité » (« διά τινα ἀναγκαῖα »), « comme s'il revenait d'entre les morts » (« ὡς ἐκ νεκρῶν »). Ce retour fit du bruit, et tout Byzance se l'arracha. Il se livra à la prédication, et régla bien des contentieux, y compris à l'intérieur des familles. Cependant, la période où il resta abbé des Symboles dura environ douze ans, soit jusqu'en 782, date à laquelle, Irène ayant établi sa régence, « la porte de la vie monastique fut à nouveau ouverte à tous ». Vers cette époque, Platon se vit offrir successivement le poste d'higoumène d'un monastère urbain, puis celui de métropolite de Nicomédie par le patriarche lui-même, mais il déclina ces propositions, refusant même de se faire ordonner prêtre. C'est alors qu'il attira toute la famille de sa sœur Théoctistè, y compris son beau-frère Photeinos et les trois frères de celui-ci, vers la vie monastique. Tous les hommes, selon la Vita Theodori, s'installèrent dans une propriété qui lui avait appartenu en Bithynie, appelée Boskytion, où se trouvait un oratoire du nom de Sakkoudion. Un nouveau monastère y fut fondé, dont Platon devint le supérieur. Ce fut l'occasion d'une réforme difficile du monachisme, impliquant donc d'anciens établissements, où Platon imposa l'exclusion des enceintes du « sexe féminin » (à la fois servantes et femelles d'animaux), ainsi, apparemment, que des serviteurs en général et des activités commerciales, prônant un retour à la règle de saint Basile.
Il joua un rôle important pendant le IIe concile de Nicée, aux côtés du patriarche Taraise : déjà pendant la première tentative avortée, dans l'église des Saints-Apôtres de Constantinople, le 1er août 786, où il prononça un discours, et se montra impavide devant l'irruption de la soldatesque iconoclaste ; ensuite pendant le concile lui-même, ouvert le 24 septembre 787 dans la cathédrale Sainte-Sophie de Nicée, où il fut souscripteur comme « Platon, higoumène de Sakkoudion » (« Πλάτων ἡγούμενος Σακκουδιῶνος »). Il abandonna ses fonctions et son titre d'abbé à son neveu Théodore en 794, tenant à se soumettre entièrement à son autorité comme n'importe quel moine, et s'imposant d'autre part un surcroît de mortifications, comme de porter par exemple en permanence des chaînes clouées aux pieds. Parmi les tâches de toutes sortes auxquelles il prit part jusqu'à sa vieillesse, Théodore signale sa grande habileté artistique dans la copie des manuscrits, employant un verbe particulier désignant semble-t-il un certain type d'écriture (« Ποία γὰρ χεὶρ τῆς ἐκείνου δεξιᾶς μουσικώτερον ἐσυρμαιογράφησεν ; »).
Il fut mêlé ensuite à deux controverses qui lui attirèrent les foudres du pouvoir impérial. D'une part, en janvier 795, l'empereur Constantin VI répudia son épouse Marie d'Amnia, et en septembre de la même année il se remaria avec sa favorite Théodotè, ancienne dame de compagnie de l'impératrice déchue, et qui se trouvait être aussi une parente de Platon lui-même. Le vieil ascète dénonça haut et fort cet « adultère » (μοιχεία) et rompit la communion avec l'higoumène Joseph, qui avait célébré le mariage, exigeant son excommunication par le patriarche. Le monastère de Sakkoudion fut investi par une troupe armée, les moines molestés et dispersés, ses principaux responsables arrêtés. Traîné devant l'empereur « comme saint Jean-Baptiste devant Hérode Antipas », Platon fut ensuite enfermé dans un monastère situé dans l'enceinte du Palais, sous la garde de l'higoumène Joseph dont il réclamait la destitution. Cette détention prit fin après le renversement de Constantin VI par sa propre mère Irène, le 18 août 797. Joseph fut alors destitué et excommunié par le patriarche Taraise, qui, selon Théodore, exprima ses regrets à Platon de ce qui s'était passé. Peu de temps après, du fait de dangereuses incursions des musulmans en Bithynie, l'impératrice Irène offrit le monastère urbain de Stoudios, presque abandonné, à la communauté de Sakkoudion, qui y déménagea.
Le 18 février 806, le patriarche Taraise mourut, après quoi le nouvel empereur Nicéphore engagea les consultations pour son remplacement. Platon, invité comme d'autres à se prononcer, tenta de peser sur l'élection d'une façon qui irrita profondément le souverain, notamment quand il se déplaça de nuit pour s'entretenir de ce sujet avec un religieux qui était proche parent de Nicéphore. Le vieux moine et son neveu Théodore furent arrêtés et incarcérés pendant vingt-quatre jours. L'empereur imposa sur le trône patriarcal un haut fonctionnaire laïc, son homonyme Nicéphore, et peu après obtint de lui la réintégration dans le clergé de l'ex-higoumène Joseph, un homme qui l'avait bien servi pendant la révolte de Bardanès Tourkos. Le conflit fut alors rallumé avec Platon et son entourage, et en janvier 809, le monastère de Stoudios fut investi par une troupe, et Platon, Théodore et son frère Joseph, métropolite de Thessalonique, arrêtés. Ils furent déférés devant un synode, où Platon, âgé de soixante-quatorze ans, dut comparaître soutenu par deux hommes. Déclarés schismatiques, ils furent relégués sur les îles des Princes, chacun sur une île différente, Platon sur Oxeia. Selon Théodore, cette détention fut extrêmement cruelle pour le vieillard, abandonné dans une cellule aux mauvais traitements d'un serviteur mesquin, qui tirait parti des infirmités de son grand âge pour l'humilier. Finalement, il fut rapporté à l'empereur Nicéphore que Platon ne tarderait pas à mourir si ce régime était maintenu, si bien qu'il autorisa son retour à Constantinople, peu avant sa propre mort à la bataille de Pliska le 26 juillet 811. Les condamnations qui frappaient Platon et ses neveux furent alors annulées, et ils purent réintégrer le monastère de Stoudios, mais le vieillard était alors paralysé sur une litière, ne pouvant plus même lire tout seul. Il mourut deux ans et demi plus tard.

## Liens
- Notices d'autorité :   - VIAF
  - Pologne